# Czempiń (gemeente)

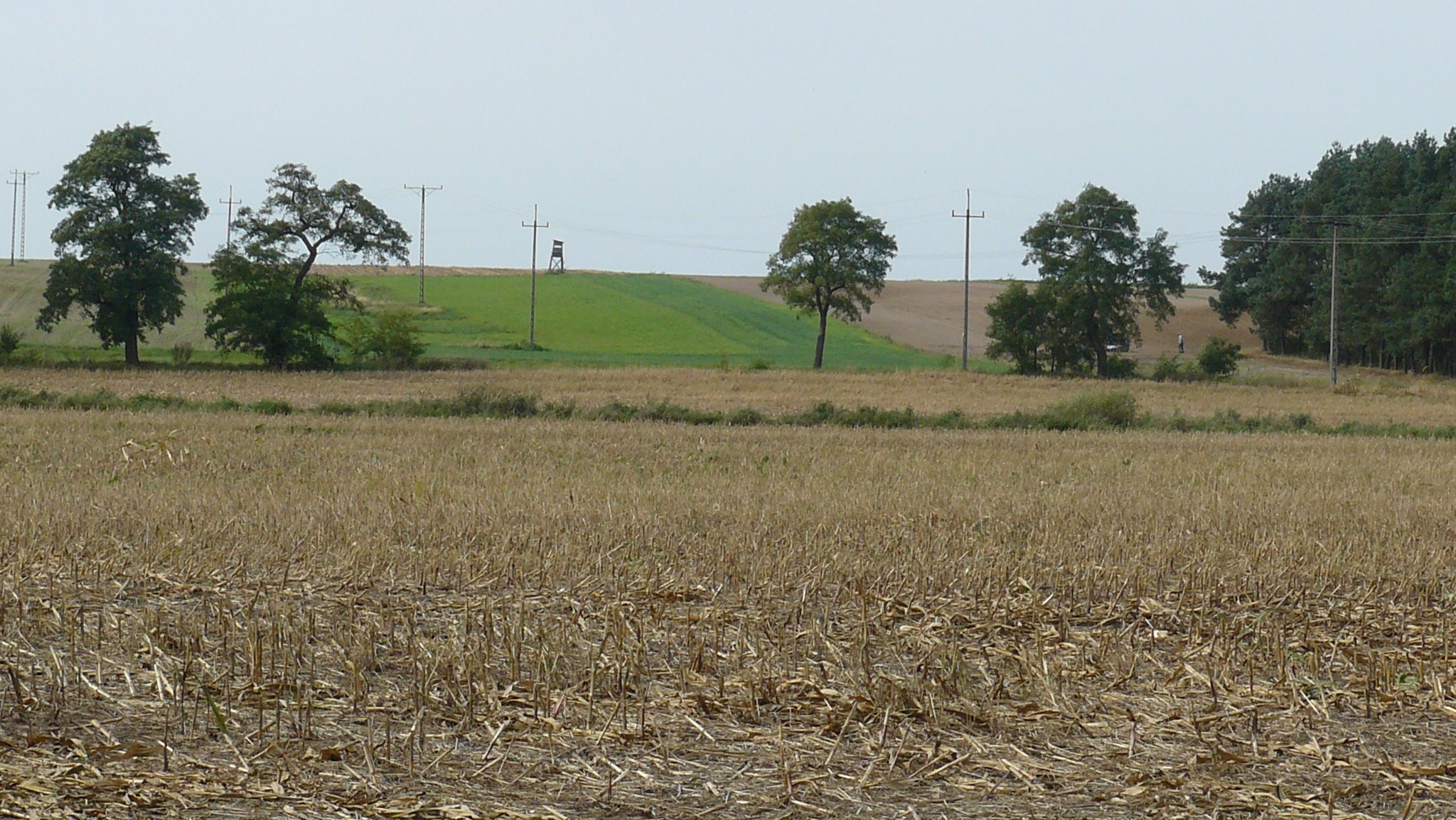
Landschap in Czempiń

De gemeente Czempiń is een stad- en landgemeente in het Poolse woiwodschap Groot-Polen, in powiat Kościański.
De zetel van de gemeente is in Czempiń.
Op 30 juni 2004 telde de gemeente 11 247 inwoners.

## Oppervlakte gegevens
In 2002 bedroeg de totale oppervlakte van gemeente Czempiń 142,46 km², waarvan:
- agrarisch gebied: 79%
- bossen: 13%

De gemeente beslaat 19,72% van de totale oppervlakte van de powiat.

## Demografie
Stand op 30 juni 2004:
| Omschrijving                   | Totaal | Totaal | Vrouwen | Vrouwen | Mannen | Mannen |
| ------------------------------ | ------ | ------ | ------- | ------- | ------ | ------ |
| eenheid                        | aantal | %      | aantal  | %       | aantal | %      |
| inwoners                       | 11 247 | 100    | 5754    | 51,2    | 5493   | 48,8   |
| bevolkingsdichtheid (inw./km²) | 78,9   | 78,9   | 40,4    | 40,4    | 38,6   | 38,6   |

In 2002 bedroeg het gemiddelde inkomen per inwoner 1176,08 zł.

## Administratieve plaatsen (sołectwo)
Betkowo, Bieczyny, Borowo, Nowe Borówko, Donatowo, Głuchowo, Gorzyce, Gorzyczki, Jarogniewice, Jasień, Nowe Tarnowo, Nowy Gołębin, Piechanin, Piotrkowice, Piotrowo Drugie, Piotrowo Pierwsze, Sierniki, Słonin, Srocko Wielkie, Stare Tarnowo, Stary Gołębin, Zadory.

## Overige plaatsen
Helenopol, Maruszkowo, Rakówka, Roszkowo.

## Aangrenzende gemeenten
Brodnica, Kościan, Krzywiń, Mosina, Stęszew, Śrem